# Sürgün (film, 1992)
Pour plus de détails, voir Fiche technique et Distribution.
Sürgün (littéralement : L'exil) est un film turc sorti en 1992 réalisé par Mehmet Tanrısever.

## Synopsis
Un instituteur exilé dans un village anatolien à cause de ses idées politiques se heurte au responsable local. Mais il découvre aussi chez les habitants une profonde humanité.

## Fiche technique
- Titre original turc : Sürgün
- Réalisation : Mehmet Tanrısever[1]
- Scénario : Mehmet Tanrısever, Mehmet Uyar
- Musique : Esin Engin
- Production : Feza Film
- Photographie : Hüseyin Özşahin
- Montage : İsmail Kalkan et Ayhan Ergürsel
- Pays :  Turquie
- Genre : drame
- Durée : 100 min
- Année de sortie : 1992

## Distribution
Sauf indication contraire, les informations mentionnées dans cette section peuvent être confirmées par la base de données cinématographiques IMDb,  présente dans la section « Liens externes ».
- Bulut Aras : le professeur
- Gamze Tunar : Hacer
- Erol Taş : Çavus
- Fatma Belgen : Hatice
- Mehmet Akça : Dede

## Critiques
- Pour L'Unità, ce film est « ouvertement structuré comme de la propagande », et a des « nuances nationalistes et religieuses », il serait comparable aux productions staliniennes[2].
- Pour Max Teissier, du Monde Diplomatique, le film est teinté de manichéisme et sa mise en scène ressemble au « cinéma soviétique des années 50 »[3].